# حتا (دبي)
حتا هي مدينة تتبع إمارة دبي وهي على حدود دولة الإمارات. تربط حتا بين الجبال الشاهقة وأشهرها جبل أبو النسور  الذي يعلوه محطة وعمود إرسال تلفزيوني وجهاز تقوية إرسال إذاعي تبث بموجات أل إف. إم. وأرض حتا تصلح للزراعة وفي الماضي وحتى الآن يزرع فيها النخيل والمانجو والحمضيات التبغ سابقا. وفيها منتجع من فئة 5 نجوم ويدعى فندق حصن حتا وقد سمي هكذا تبعا لحصن حتا.

## الموقع والمناخ
تقع حتا إلى الجنوب الشرقي من المنطقة الرئيسية لدبي وتبعد حوالي 134 كم (83 ميل) شرق دبي في منطقة مرتفعة نسبياً في جبال الحجر. يحدها عمان من الشرق والجنوب، مصفوت عجمان من الغرب، ورأس الخيمة من الشمال.
ونظرًا لارتفاع حتا المرتفع، فإن مناخها أكثر برودة بكثير من وسط دبي. تتمتع حتا بمناظر طبيعية قاحلة ودرجة حرارة تصل إلى 55 درجة مئوية في فصل الصيف؛ ومع ذلك، فهي أقل رطوبة من دبي وأبرد بكثير في الشتاء.

## تاريخ
ذكرت حتا في كتب التاريخ العربية القديمة كمعجم البلدان لياقوت الحموي. كما ذكرها أبو العلاء المعري في كتبه ولكنه كتبها بالألف المقصورة.
كانت حتا (التي عرفت سابقًا باسم الحجرين) تابعة لدبي في عهد الشيخ حشر بن مكتوم بعد أن نقل السلطان العماني تركي بن سعيد المنطقة بعد أن عجز عن الدفاع عنها ضد نعيم البريمي، الذين استقروا في منطقة مصفوت المجاورة (أصبحت اليوم جزءًا من إمارة عجمان). وظلت حتا تعرف بإسم الحجرين حتى عام 1906.
تضم قرية حتا القديمة برجين عسكريين بارزين يعود تاريخهما إلى ثمانينيات القرن التاسع عشر، وحصن من عام 1896 ومسجد الجمعة الذي بُني عام 1780 وهو أقدم مبنى في حتا. ويمكن العثور على بعض غرف دفن الأجداد من فترة حفيت (3200-2500 قبل الميلاد) في الجزء الشرقي من القرية وقد أعيد بناء بعضها بالكامل. وكانت إمدادات المياه التقليدية تتم من خلال نظام الأفلاج والذي تم ترميمه أيضًا. ونظرًا لوقوعها في الجبال، فقد كانت تقليديًا المسكن الصيفي للعائلات المقيمة في دبي هربًا من حرارة الساحل ورطوبته وتجربة أنشطة جديدة في الهواء الطلق.
أصبحت حتا منذ أوائل الثمانينيات وجهة شهيرة لقضاء العطلات للمغتربين والعائلات المحلية على حدٍ سواء من أجل "التجول في الوادي" عبر المسارات بين حتا وولاية محضة والعين.

## التطوير
في 8 نوفمبر 2016، أعلن الشيخ محمد بن راشد عن خطة بقيمة 1.3 مليار درهم لتحويل مدينة حتا الجبلية إلى وجهة سياحية عالمية المستوى، من خلال ما يزيد على 40 مشروعاً في القطاعات الاقتصادية والاجتماعية والثقافية. وتضمنت الخطة إنشاء 400 منزل للإماراتيين في حتا، ومناطق خضراء لممارسة الرياضات الشتوية، وحلبة مضمار جبلي. وتهدف الخطة إلى تشجيع الشباب على بدء مشاريعهم الخاصة تحت إشراف مؤسسة محمد بن راشد.

## الرياضة
حتا هي موطن لفريق كرة القدم نادي حتا. يركز مجلس دبي الرياضي منذ عام 2009 على إحياء حتا من خلال ممارسة الرياضة والأنشطة الخارجية، مثل المشي لمسافات طويلة، واليوغا، والتجديف، والتجديف، والتجديف بالكاياك، لربط المنطقة بمثل هذه الأنشطة.
كما تمتلك حتا شبكة من مسارات ركوب الدراجات الجبلية بمختلف درجاتها والتي تلبي احتياجات راكبي الدراجات المبتدئين والمتوسطين والمتقدمين.

## المواقع السياحية في حتا

### قرية حتا التراثية

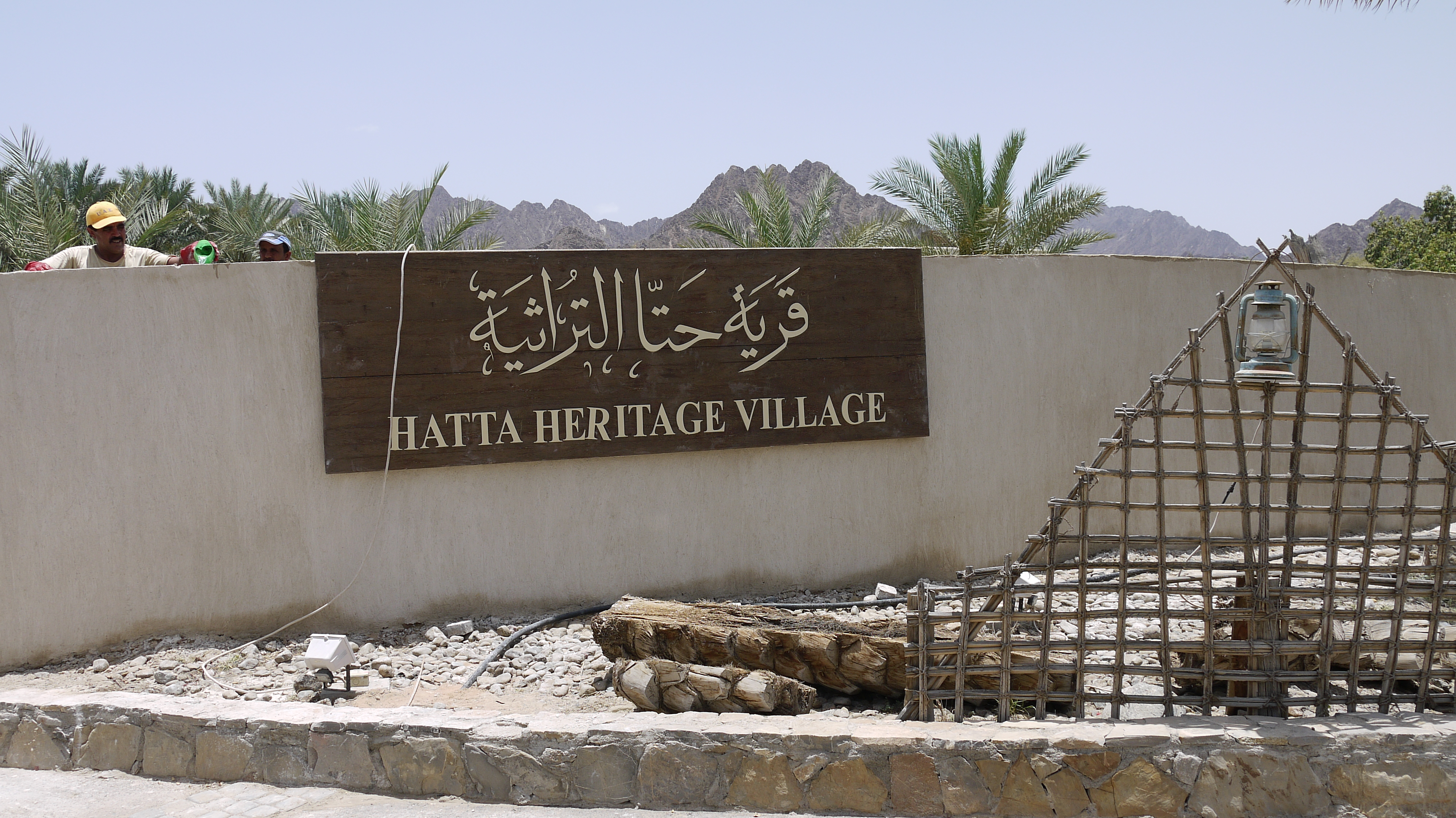
قرية حتا التراثية

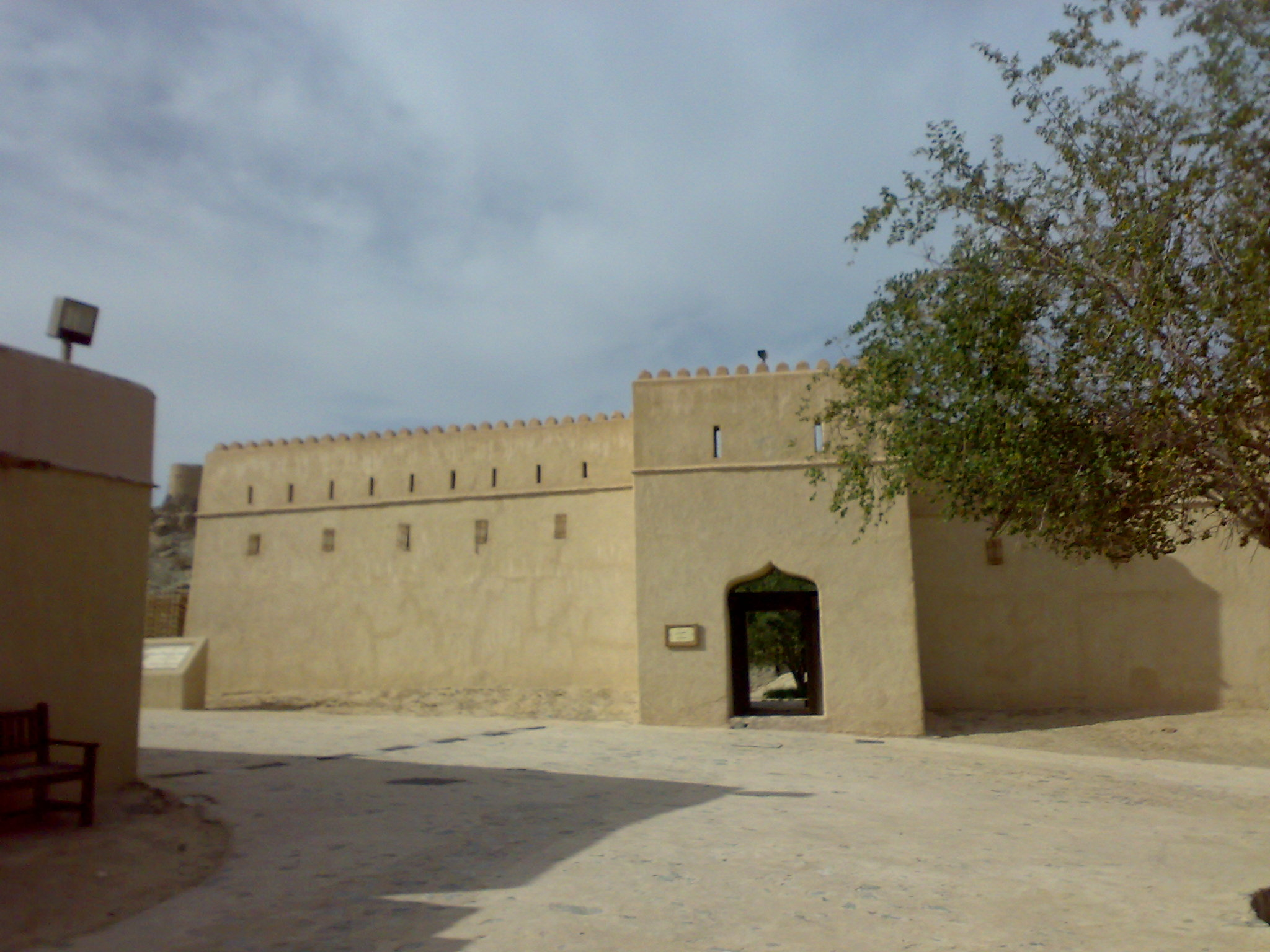
فلعة حتا

تقع قرية حتا التراثية في وسط مدينة حتا وهي القرية الأصلية القديمة لسكان المنطقة وقامت بلدية دبي بترميمها وجعلها تحفة تراثية على مستوى عالي جدا. .وقررت البلدية استخدامها كقرية سياحية لإحياء العادات والتقاليد الاجتماعية القديمة، وافتتحت القرية عام 2001م، وحاز مشروع جائزة منظمة العواصم والمدن الإسلامية لعام 2001م. وتستقطب قرية حتا السياح بشكل يومي وعلى مدار الإسبوع كما تقوم القرية بإقامة الاحتفالات في فترة مهرجان دبي للتسوق. وتزدهر بزيارة الاجانب في الإجازة الإسبوعية
- قلاع حتا: يوجد قلعتين قديمتين على أطراف القرية التراثية وكانتا هذه القلاع لحماية وحراسة المنطقة وتم ترميم هذه القلاع كما أنه يوجد طريق للمشاة للوصول إليها الأودية والسدود: يوجد سدين في المنطقة أحدهما الأكبر على مستوى الشرق الأوسط وتعمل هذه السدود للمحافظة على المياه الجوفية في المنطقة كما يوجد أودية مثل وادي القحفي «تابع لسلطنة عٌمان» الشهير بكثرة زوّاره العرب والأجانب ووادي الحتاوي ووادي الغبرة.
ويعد وادي القحفي من أهم المواقع السياحية في حتا، وهو واد طويل ينبع من سلطنة عمان ويمر مخترقاً حتا في طريقه إلى البحر، ويبلغ طول هذا الوادي أكثر من 155 كم ويتميز بجريانه الدائم صيفا وشتاء وتحيط به جبال شاهقة 
حديقة التلة الواقعة في وسط حتا. وهي من أكثر الحدائق زواراً وتزدحم في الإجازة الإسبوعية وفي العطلات الرسمية. كما يمكن للشباب ممارسة الرياضة فيها. ويوجد فيها حوض سباحة لمن يهوى هذه الرياضة. كما يمكنك تسلق التل الموجود في الحديقة ومشاهدة حتا كاملة من أعلى هذا التل. ويوجد هنالك ألعاب للأطفال ومقاعد وأماكن للشواء والجلسات العائلية

### مشروع «شلالات حتا المستدامة»
مشروع «شلالات حتا المستدامة» دشنه الشيخ محمد بن راشد آل مكتوم،، في ديسمبر 2024، بكلفة تبلغ نحو 60 مليون درهم

### حصن حتا
تم إنشاء الحصن على يد الشيخ مكتوم بن حشر آل مكتوم عام 1896م، وكان مركزاً للقاءات العامة ومناقشة الأمور في السلم والحرب، ويضم مجلس حتا و قاعة تضم مجموعة من الصور التي تبين القلاع بصورتها القديمة وأخرى بعد ترميمها، بالإضافة لنماذج لأنواع مختلفة من الأسلحة بالإضافة إلى عدة مجسمات بشرية تصور حراس الحصن في حالة الدفاع عنه ضد الأعداء.

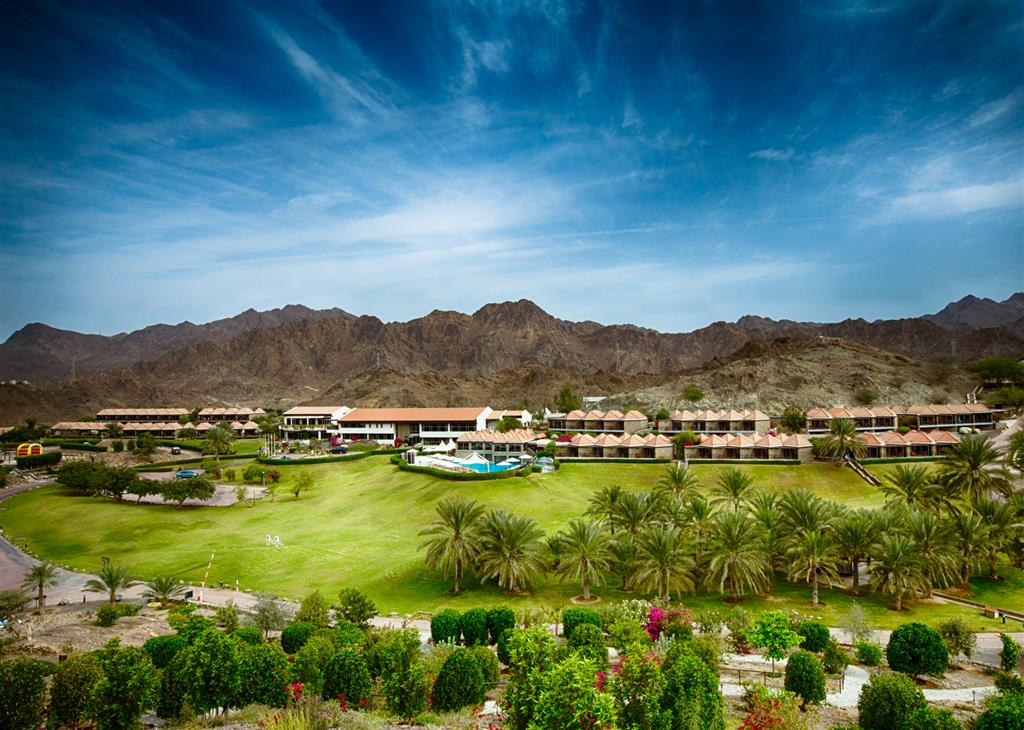
فندق حصن حتا

### فندق حصن حتا
يضم فندق حصن حتا دبي مجموعة كبيرة من المرافق ومن أبرزها مركز لياقة بدنيةو سبا وسينما ليلية عند المسبح ومركز ترفيه داخلي ونادي ميني للجولف ونادي للرماية وقاعة للاجتماعات والمناسبات ومساحات مخصصة لحفلات الزفاف

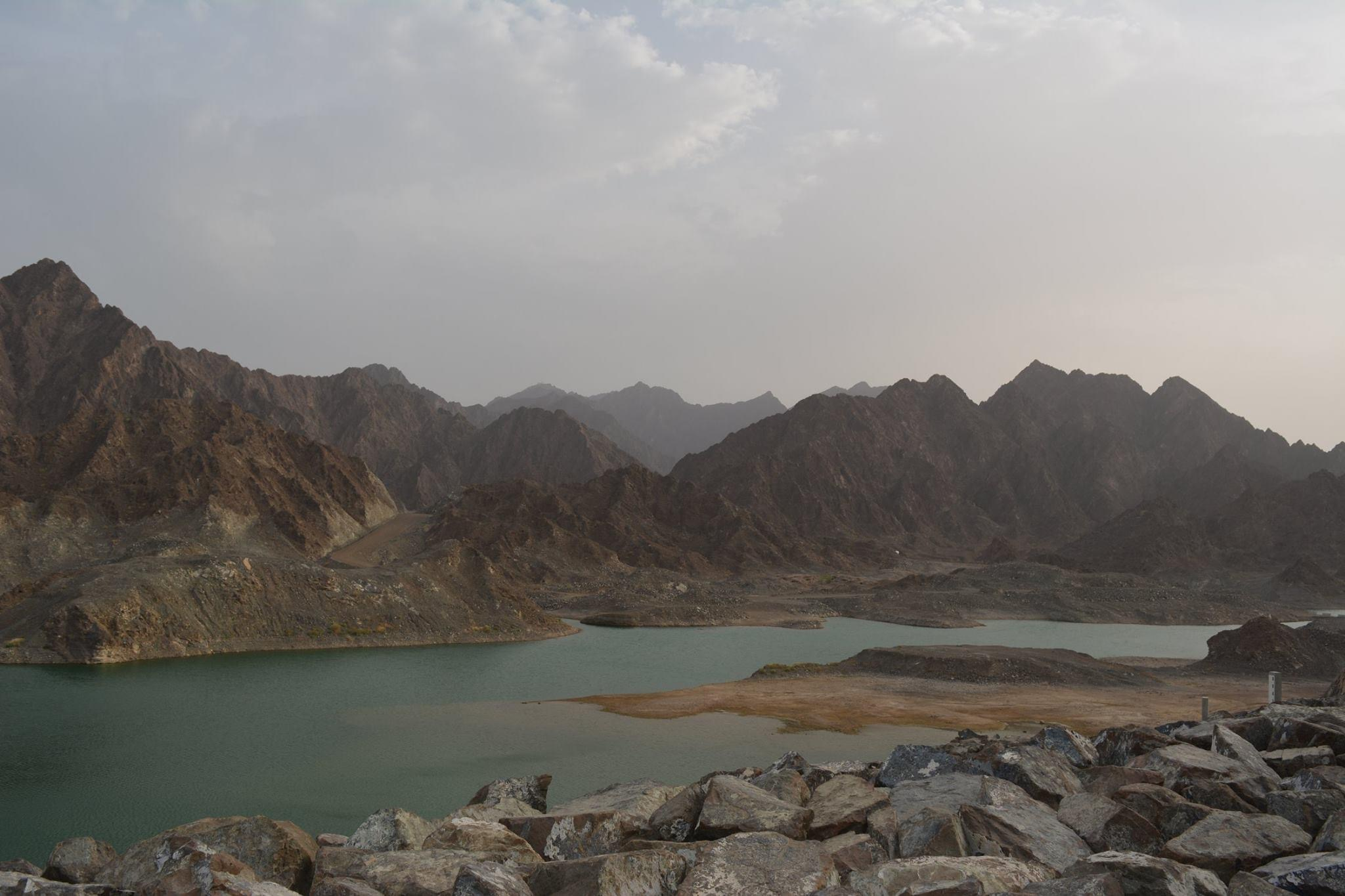

### محمية حتا الجبلية
تعد محمية حتا الجبلية  موطناً لأكبر مجموعة من الحيوانات المهددة بالانقراض، وعلى رأسها الطهر العربي، وتحيط البيئة الجبلية بالمحمية إلى جانب سدين مائيين، ما يجعلها ملاذاً آمناً للكثير من الحيوانات والنباتات النادرة

## الخدمات في حتا

### جمعية حتا للثقافة والفنون
تقع جمعية حتا للثقافة والفنون بجانب مركز شرطة حتا وتلعب دور كبير وجبار في مجال المحافظة على التراث والعادات والتقاليد كما أنها تشارك الكثير من المناسبات الوطنية وتخرج بدورها التراثي كما أنها تقوم بعمل مسرحي محلي بسواعد شباب المنطقة،
علماً بأن الجمعية تقاد بشباب المنطقة .

### التعليم
يوجد في حتى عدة مدارس منها: مدرسة راشد بن سعيد الثانوية للبنين، مدرسة الظهرة للتعليم الأساسي والثانوي للبنات، مدرسة حتا الابتدائية، بالنسبة للتعليم في منطقة حتا، فإن منطقة دبي التعليمية هي المسؤولة عنه. كما يوجد مركز الشيخة ميثاء لذوي الاحتياجات الخاصة.

## معرض صور

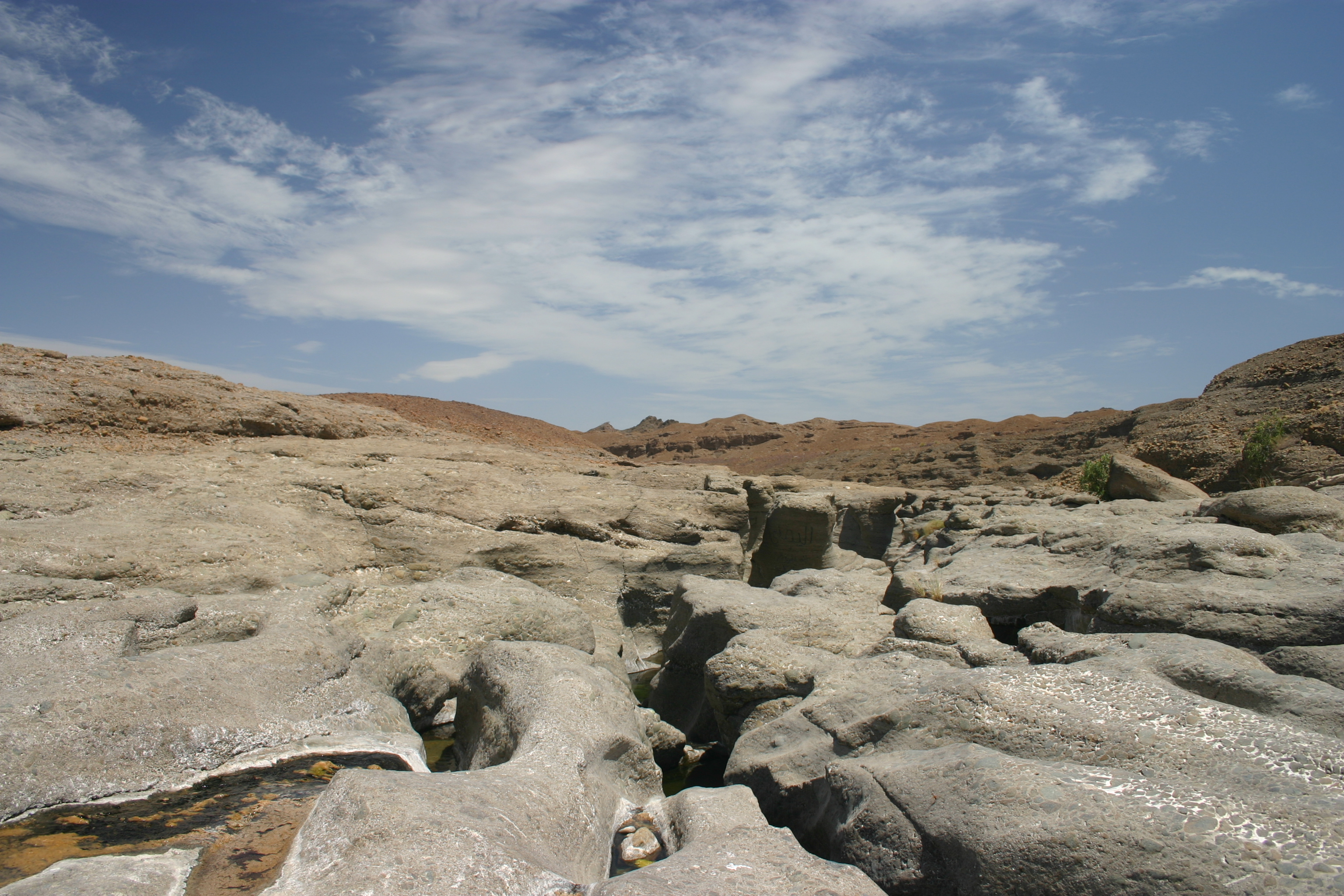
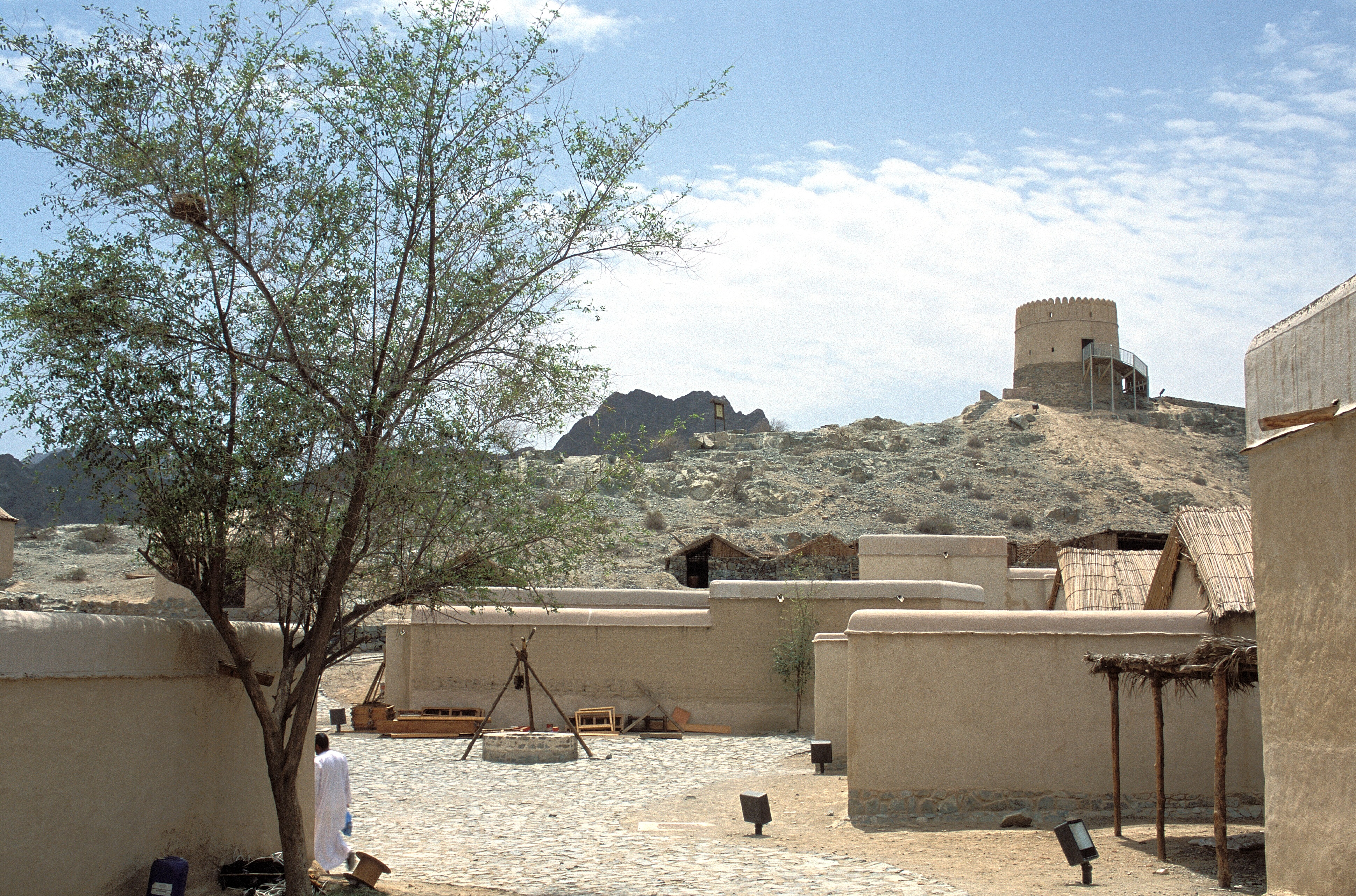
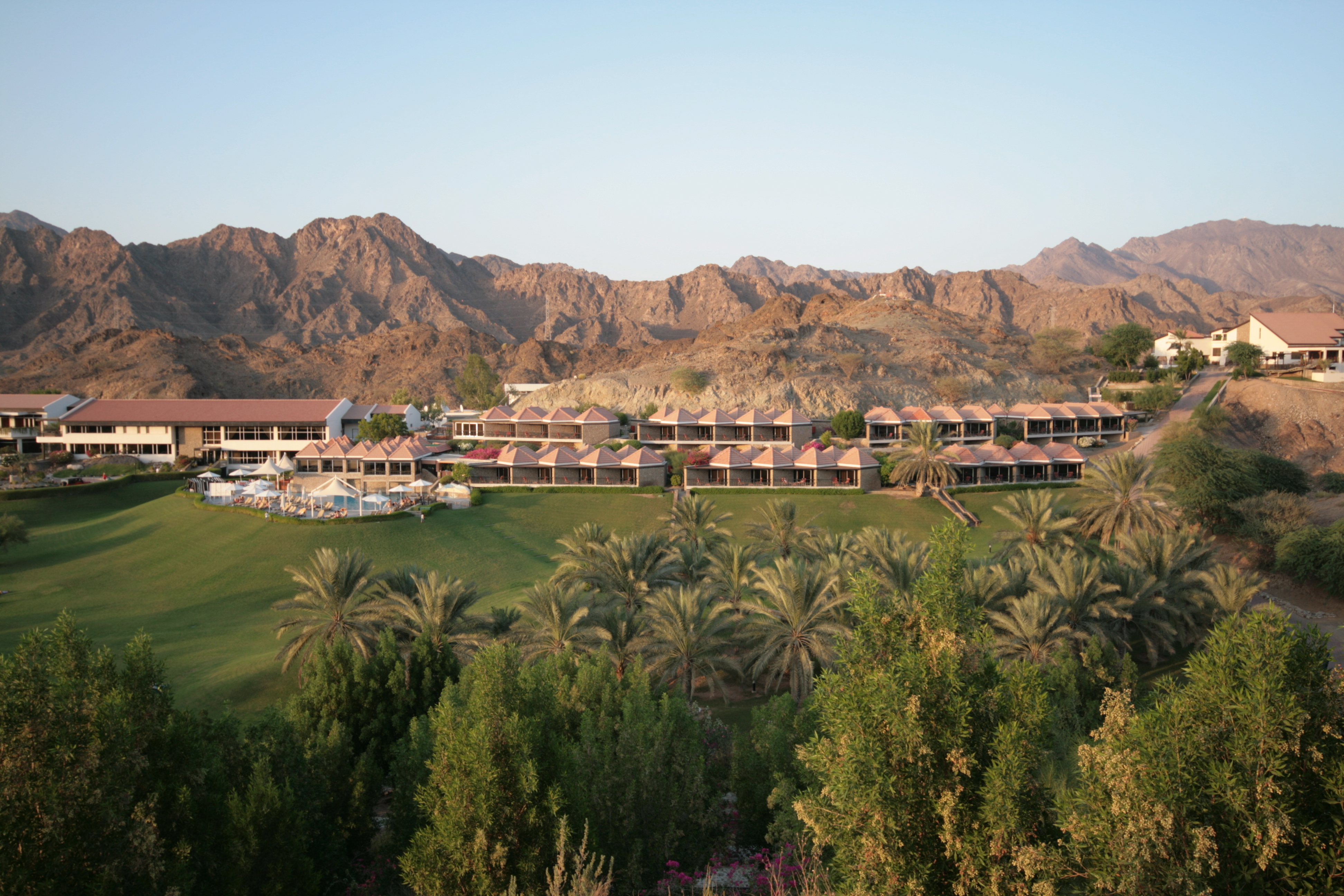
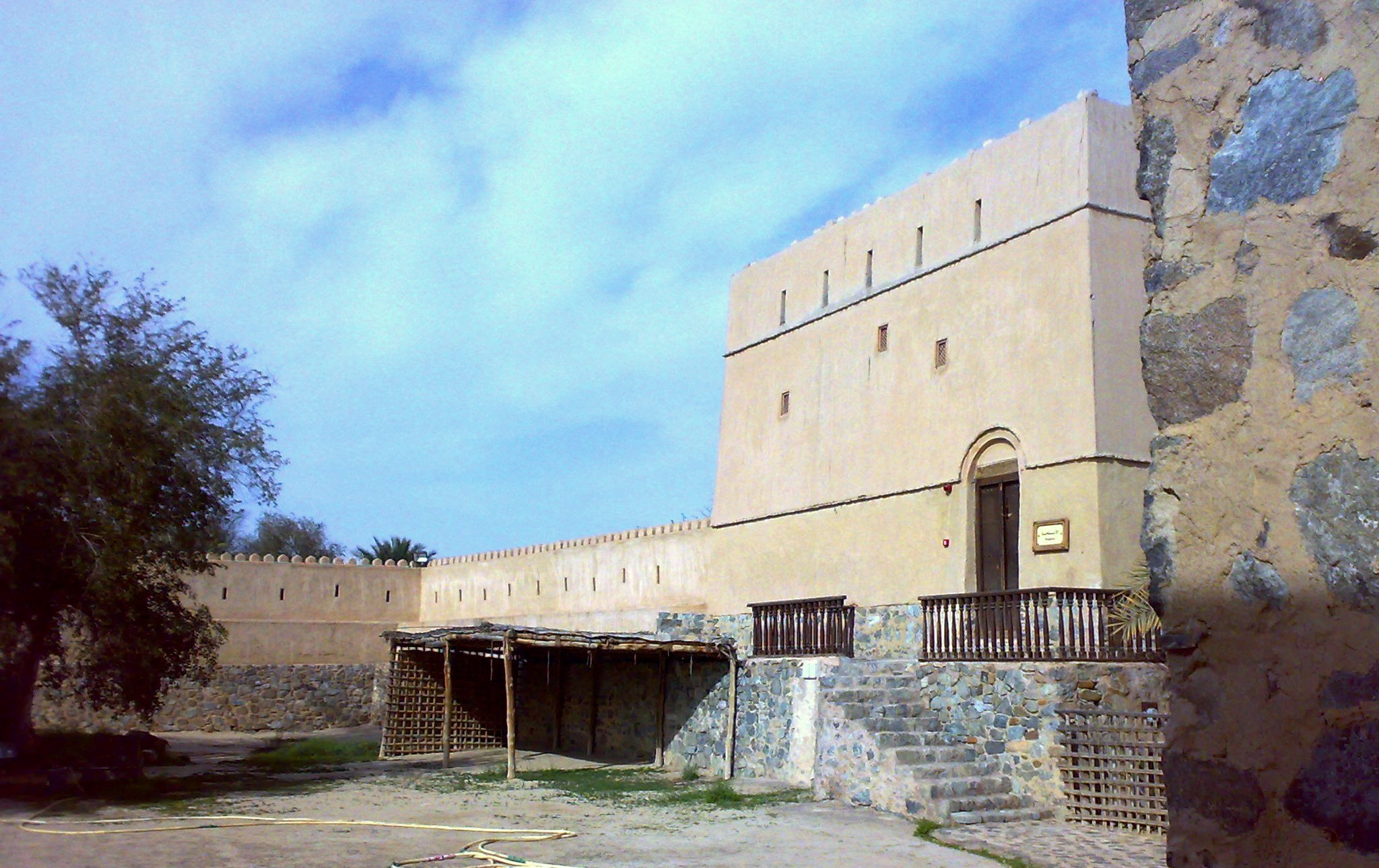
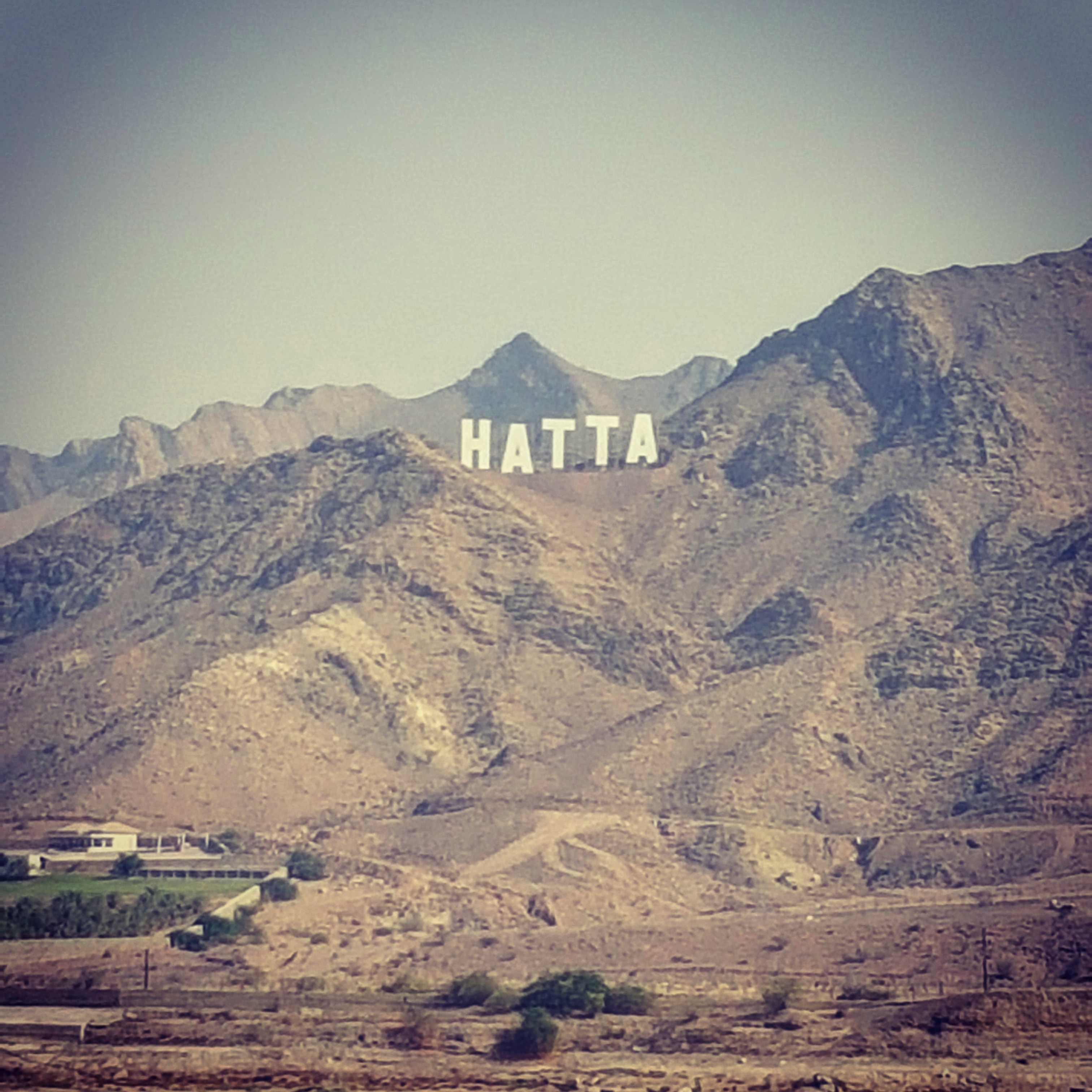
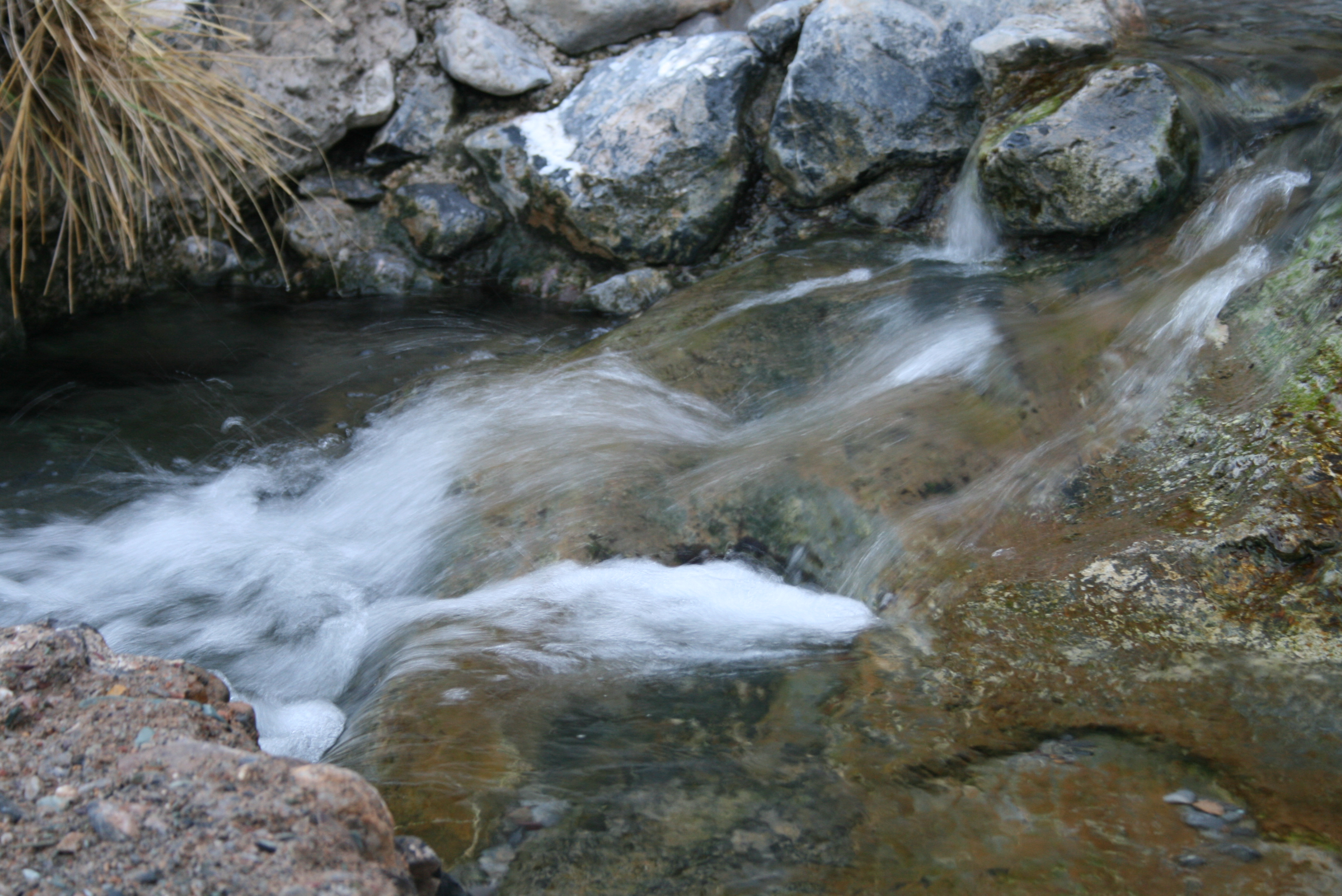
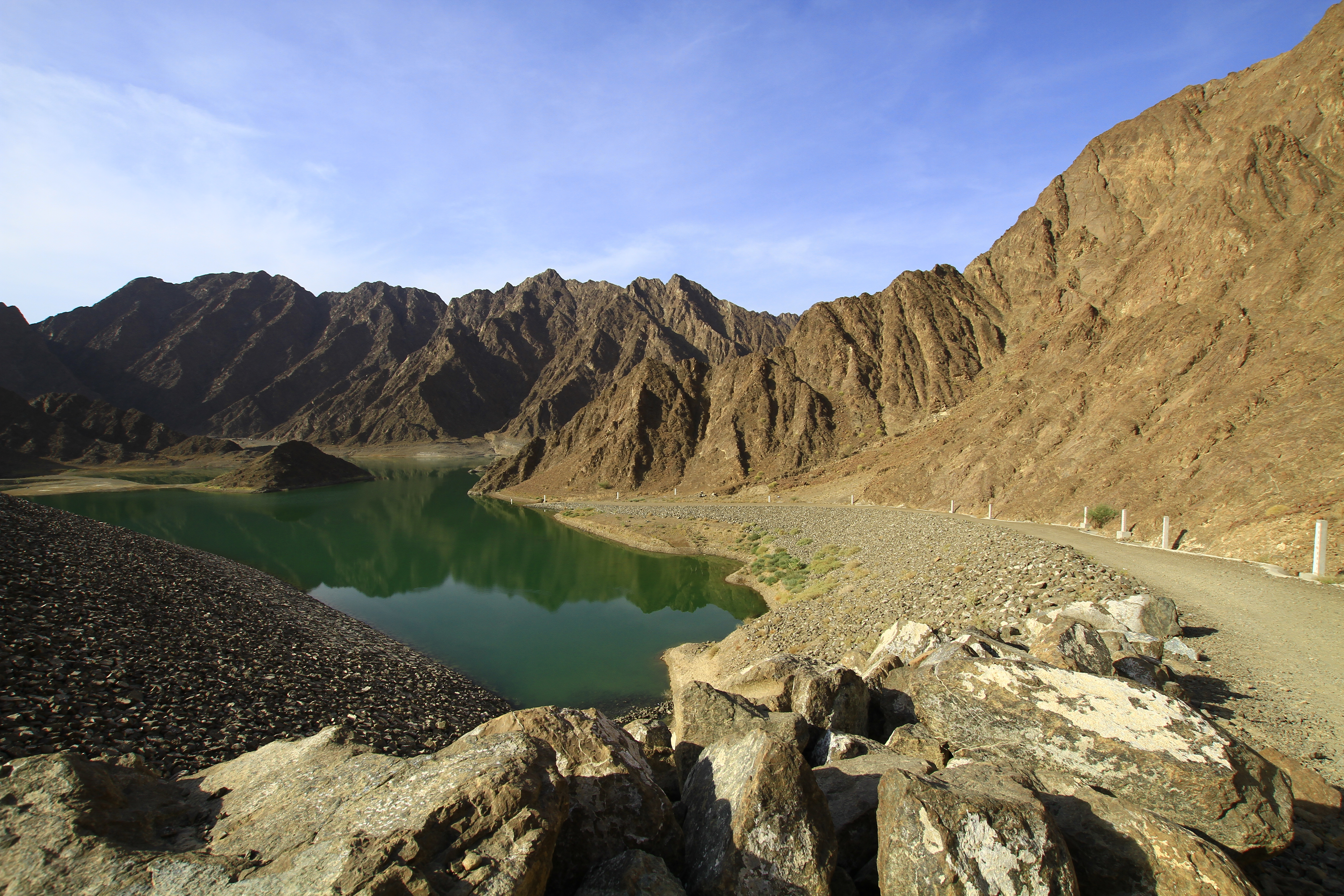
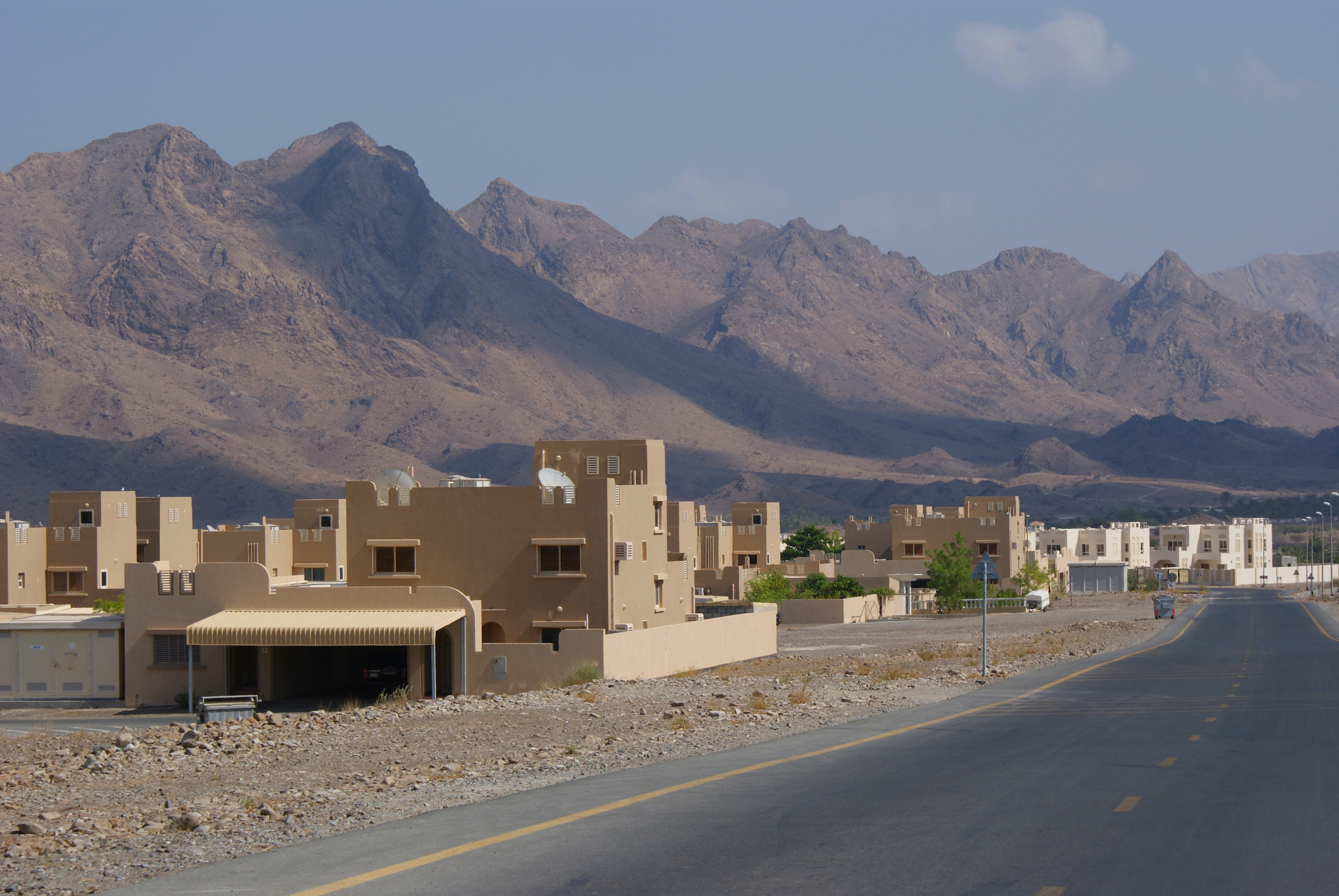
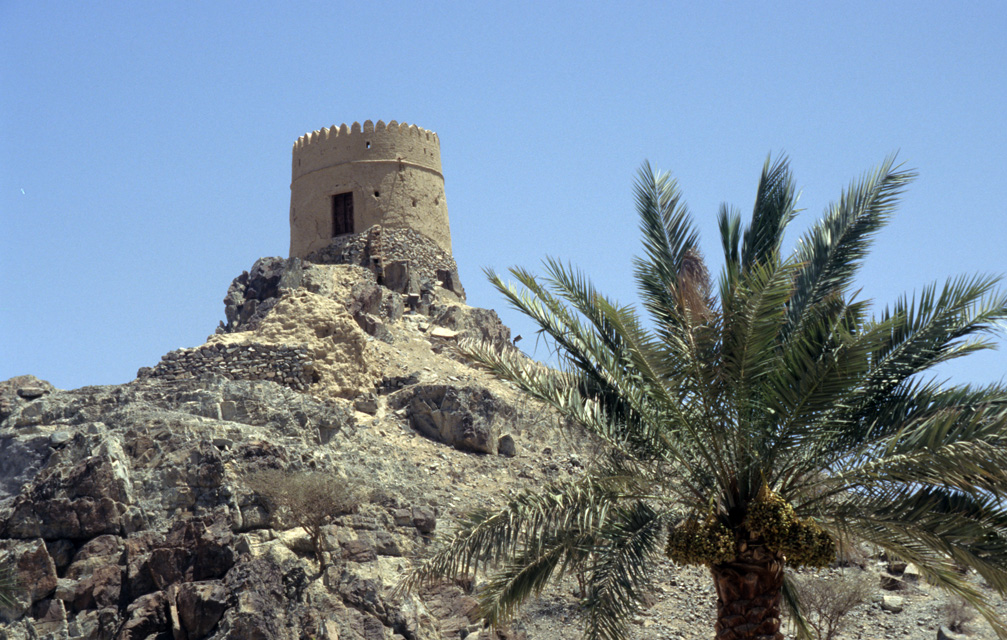
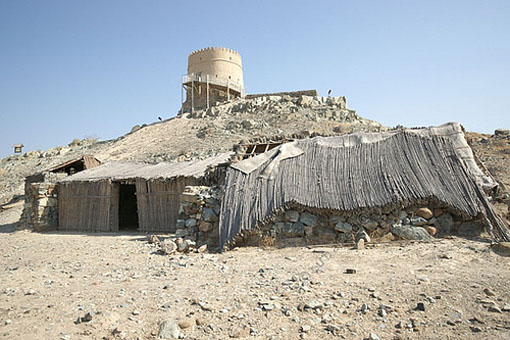

## مراجع

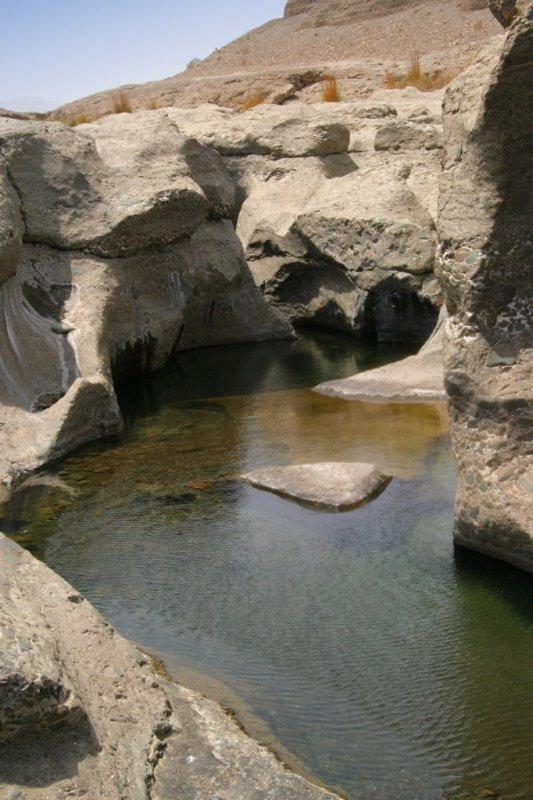